# ميتش كلارك (لاعب كرة قدم)
ميتش كلارك (بالإنجليزية: Mitch Clark) هو لاعب كرة قدم بريطاني في مركز ظهير ‏، ولد في 13 مارس 1999 في نانيتون ‏ في المملكة المتحدة. لعب مع أستون فيلا.

## وصلات خارجية
- ميتش كلارك على موقع قاعدة بيانات كرة القدم.إي يو (الإنجليزية)
- ميتش كلارك على موقع Soccerbase.com (لاعب) (الإنجليزية)